# Felizes para Sempre?
Felizes para Sempre? est une mini-série brésilienne produite par O2 Filmes  diffusé par TV Globo du 26 Janvier à 6 Février de 2015 , en 10 épisodes.
Relecture de la mini-série Quem Ama não Mata d' Euclydes Marinho ; a été écrit par le même auteur, avec la collaboration d' Ângela Carneiro , Denise Bandeira , Márcia Prates et Bia Corrêa do Lago. La direction était assurée par Luciano Moura, Rodrigo Meirelles, Paulo Morelli et la direction générale par Fernando Meirelles,.
Il mettait en vedette Maria Fernanda Cândido, Enrique Díaz, João Baldasserini, Caroline Abras, João Miguel, Adriana Esteves, Cássia Kis, Perfeito Fortuna, Selma Egrei et Paolla Oliveira dans les rôles principaux.

## Synopsis
La série se déroule à Brasilia et suit cinq couples de la même famille. Dionisio (Perfeito Fortuna) et Norma Drummond (Selma Egrei) se sont rencontrés en 1968 au milieu d'une manifestation contre la dictature militaire brésilienne . Il était officier de police militaire et elle était étudiante en sociologie. Bien qu'ils soient tous deux dans des camps politiques opposés, ils sont tombés amoureux et ont eu trois enfants : Claudio (Enrique Diaz), Hugo (João Miguel) et Joel (João Baldasserini). Dionisio souffre de dysfonction érectile et se retrouve à céder à une liaison passée, Olga (Cássia Kis Magro), qui visite la ville. Pendant ce temps, Norma est constamment harcelée par Guilherme (Antonio Sabóia), beaucoup plus jeune, qui enseigne également dans son université.
Cláudio est un homme d'affaires et playboy millionnaire corrompu, propriétaire d'une grande société d'ingénierie, et est marié à Marília (Maria Fernanda Cândido), restauratrice d'art . Ils ont tous deux eu un fils, João Cláudio, qui s'est noyé dans leur piscine à l'âge de cinq ans, les laissant traumatisés. Marília regrette que cela fait longtemps qu'elle n'a pas ressenti de plaisir avec Cláudio, et il la trompe généralement avec plusieurs femmes différentes, généralement des prostituées. L'une de ces prostituées est la bisexuelle Denise (Paolla Oliveira), qui porte également le nom de Danny Bond, en référence à James Bond . Elle est mariée à Daniela (Martha Nowill), qui ignore initialement son travail de prostituée.
Hugo est un passionné de tir sportif et ingénieur qui souffre d'alcoolisme . Il travaille dans l'entreprise de Cláudio, même s'il ne s'entend pas avec son frère. Il est marié à Tânia (Adriana Esteves), une célèbre chirurgienne plasticienne. Contrairement à la situation de Cláudio et Marília, ils ont trop de relations sexuelles et Tânia n'a pas toujours envie de le faire. Finalement, Tânia cède à une passion passée, David (Bruno Giordano), qui lui offre un poste d'associée d'affaires dans sa prestigieuse clinique. Hugo et Tânia ont un fils de 16 ans, Hugo Jr., qui participe à des manifestations politiques et au milieu de l'une d'entre elles, il rencontre Mayra (Sílvia Lourenço), une femme black bloc plus âgée qui commence à sortir avec lui.
Joel est le fils adoptif et travaille également au bureau de Cláudio. Il commence son rôle dans la série en annonçant son divorce à l'amiable avec sa femme, l'entraîneur personnel Suzana (Carol Abras), mais leur relation devient chaque jour plus difficile, Joel devenant obsédé et agressif envers elle et elle essaie de commencer une nouvelle vie. avec un agriculteur local appelé Buza (Rodrigo dos Santos).

## Distribution

### Acteurs principaux
- Paolla Oliveira : Denise / Simone / Danny Bond
- Maria Fernanda Cândido : Marília Vieira Drummond / Samanta
- Enrique Díaz : Cláudio Drummond / Hélio
- João Baldasserini : Joel Drummond
- Caroline Abras : Susana Drummond
- João Miguel : Hugo Drummond
- Adriana Esteves : Tânia Drummond
- Selma Egrei : Norma Drummond
- Perfeito Fortuna : Dionísio Drummond

### Invités
- Antonio Saboia : Guilherme[4]
- Bruno Giordano : David Rondinelli[5]
- Christiana Ubach : Ludmila[6]
- Bel Kowarick : Drª. Fernanda
- Mariana Loureiro : Telma
- Carlos Meceni : Dr. Bastos
- Luciléia Lopes P Felix : Figuração
- Cláudia Alencar : Alice Rondinelli
- Fafá Rennó : Virna
- Teca Pereira : Soraia
- Rodrigo Matheus : Executivo
- Ghilherme Lobo : Dionysos (jeune)
- Julia Bernat : Olga (jeune)[7]

## Épisodes
1. Onde Colocar o Desejo?
2. Vale a Pena Sofrer por Amor?
3. Adianta Negar?
4. Quem Precisa Desse Amor?
5. Aqui se Faz Aqui se Paga?
6. O Passado nos Condena?
7. Filhos, Melhor Não Tê-los?
8. Quem Ama Não Trai?
9. Afinal, o Crime Compensa ou Não?
10. Quem Ama Não Mata?

## Production
Euclydes Marinho avait l' intention de mettre l' intrigue à Niterói, mais le réalisateur Fernando Meirelles a convaincu l'auteur de déménager à Brasilia. Dans la capitale fédérale, les scènes ont été enregistrées dans des endroits tels que le Jardin botanique, City Park, Université de Brasília, Cristal Place , Itamaraty Palais , Alvorada Palais et Palais de Justice. Un autre endroit était le Chapada dos Veadeiros. Le Sénat a autorisé le tournage dans sa section du Congrès national, contrairement à un veto de la Chambre des députés. Le bail du bureau de Tânia est la maison du banquier Edemar Cid Ferreira, évalué à 180 millions. Les noms des personnages sont un hommage aux acteurs de la première version

## Réception
a série a commencé avec une note élevée avec 17,0 points, son deuxième épisode  en dessous d'une petite note de 16,4 points, son troisième épisode a augmenté de 16,7 points, le quatrième épisode a augmenté de 17,3 points, dans son cinquième épisode il a baissé de 16,3, dans le sixième épisode  il a battu les notes avec 19,6, son septième épisode a eu une baisse avec 16,6 points, dans son huitième épisode, il a eu la plus grosse baisse d'une série 13,9 points, son avant-dernier épisode a augmenté de 16,6 points, son dernier épisode a eu une note si élevée avec le résultat de la mort de Danny Bond et a enregistré 19.4. Il avait une moyenne globale de 17,0.